# Enoden

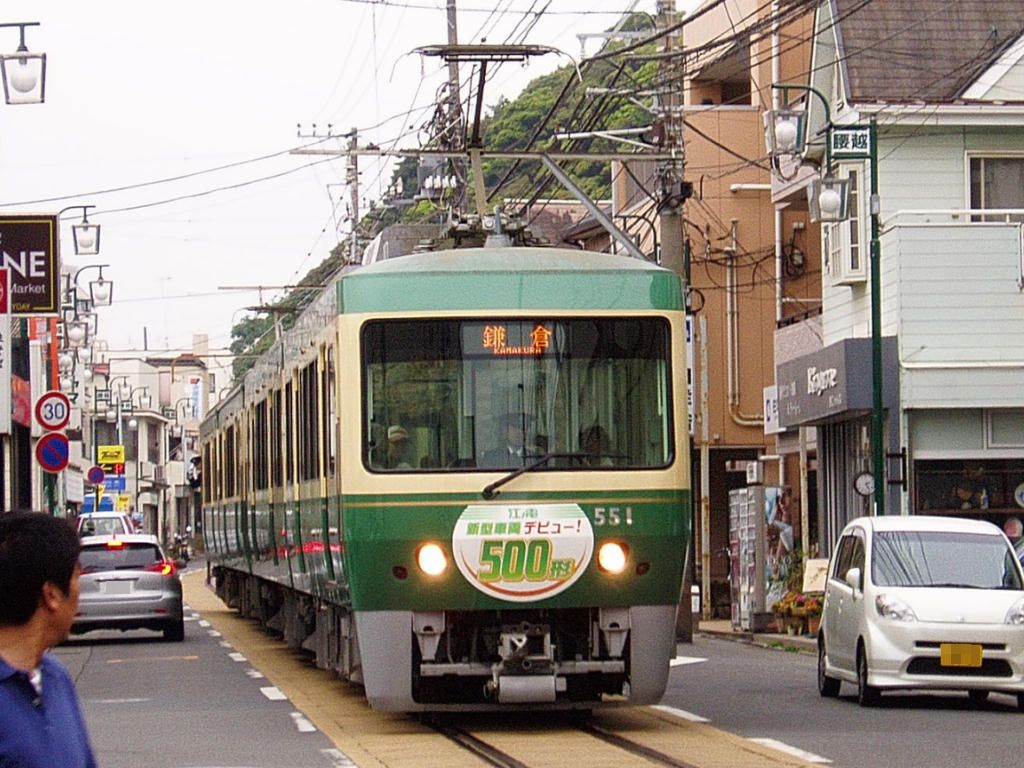

Enoden (Japans: 江ノ電) is een spoorlijn in Japan die loopt van Fujisawa tot aan Kamakura. Enoden is een afkorting van Enoshima dentetsu (江ノ島電鉄), hetgeen de elektrische spoorweg van Enoshima betekent. Langs de Enoden liggen vele toeristische trekpleisters, waaronder vele tempels en een enorm boedhabeeld, maar ook de zee en het strand. De Enoden loopt zelfs een stukje langs de kust van de prefectuur Kanagawa in Japan. De spoorlijn wordt veel gebruikt door toeristen aangezien Fujisawa makkelijk bereikbaar is vanuit Tokio. De Enoden-lijn is voor het grootste deel eensporig en zodoende gaat de trein vaak twee kanten op vanaf hetzelfde perron. De trein gaat vanaf Fujisawa vanaf ongeveer half zes, en gaat vanaf half zeven vijf keer in het uur (daarvoor twee keer per uur). 

## Stations aan de Enoden

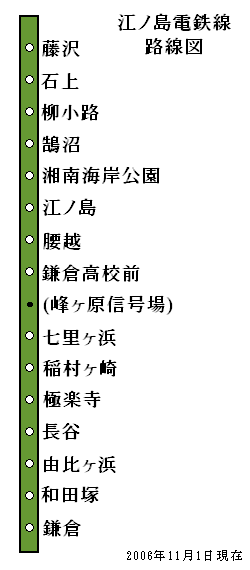
Stations op de Enoden-lijn in het Japans

- Fujisawa (overstap mogelijk op de Odakyu en de JR)
- Ishigami
- Yanagikōji
- Kugenuma
- Shōnankaigankōen
- Enoshima
- Koshigoe
- Voor de middelbare (Koko) school van Kamakura
- Shichirigahama
- Inamuragasaki
- Gokurakuji
- Hase
- Yuigahama
- Wadazuka
- Kamakura (Overstappen op de JR is hier mogelijk)